# Nicolás de Asiain
Nicolás de Asiáin Garrués (Pamplona, 1588-Pamplona, 1622) Impresor, librero y editor. Hijo de Juan de Asiáin, mercader de libros, y de Micaela Garrués,

## Biografía
Su boda en torno a 1609 con Isabel Delgado, viuda de Matías Mares, le colocó al frente del negocio de imprenta y librería. Tendría 21 años y su mujer sería mayor que él. Vivieron juntos doce años y no tuvieron descendencia.
En 1621 falleció su esposa y la muerte le llegó al año siguiente, con 34 años. Al no tener hijos, el 22 de agosto de 1622, había hecho testamento en favor de su madre, Micaela Garrués, quien a su vez, ese mismo año, designó heredero a su cuñado, Juan de Oteiza, mercader de libros, que de esta manera se hizo con el taller de imprenta más veterano de Navarra, cuyo origen se remontaba al abierto en Estella, en 1546, por Miguel de Eguía.
Nicolás de Asiáin, como sus predecesores, desempeñó el oficio de impresor del Reino y de Pamplona. En su taller tuvo empleado a Martín Labayen, que andando el tiempo, en 1632, acabaría por comprarlo.
Ejerció como librero, con botiga en el mismo local que la imprenta. Para el inventario y tasación de los libros del librero de Zaragoza Juan Palazo, asesinado en el patio del Consejo Real de Navarra, se convocó en julio de 1616 a cuatro libreros de la ciudad, Martín Berdún, Joan Ballort, Francisco Blanco y Nicolás de Asiáin, siendo los dos últimos los que finalmente realizaron el trabajo.
Imprimió libros para el importante editor de Zaragoza Juan Bonilla (1610, 1620 y 1621) y, a su vez, compró títulos a Pedro Cabarte, impresor de la capital aragonesa.
En torno a 1618 recibió el encargo de imprimir un libro para la Cartuja de Miraflores, que concluyó en pleito.
Poco antes de morir, imprime para el P. Pérez, del convento del Carmen de Pamplona, un libro sobre la confesión, de 26 pliegos, a 8 reales menos un cuartillo el pliego, por importe de 604 reales. La tirada de 1.500 ejemplares requirió 78 resmas. No se ha localizado un ejemplar de esta edición.

## Producción
Trabaja como impresor durante 13 años y saca a la luz 42 libros, con una media anual de 3,2. El ritmo de producción es regular, ya que todos los años registran actividad.
Además de librero e impresor, fue editor, demostrando especial olfato para el negocio, al elegir autores de éxito como Cervantes, cuyas Novelas ejemplares edita en tres ocasiones (1614, 1615 y 1617) además de los Trabajos de Persiles y Segismunda, que publica el mismo año de su aparición en Madrid (1617).
| Producción de libros de la imprenta de Nicolás de Asiaín (1610-1622) |
| -------------------------------------------------------------------- |
|                                                                      |

## Galería de imágenes

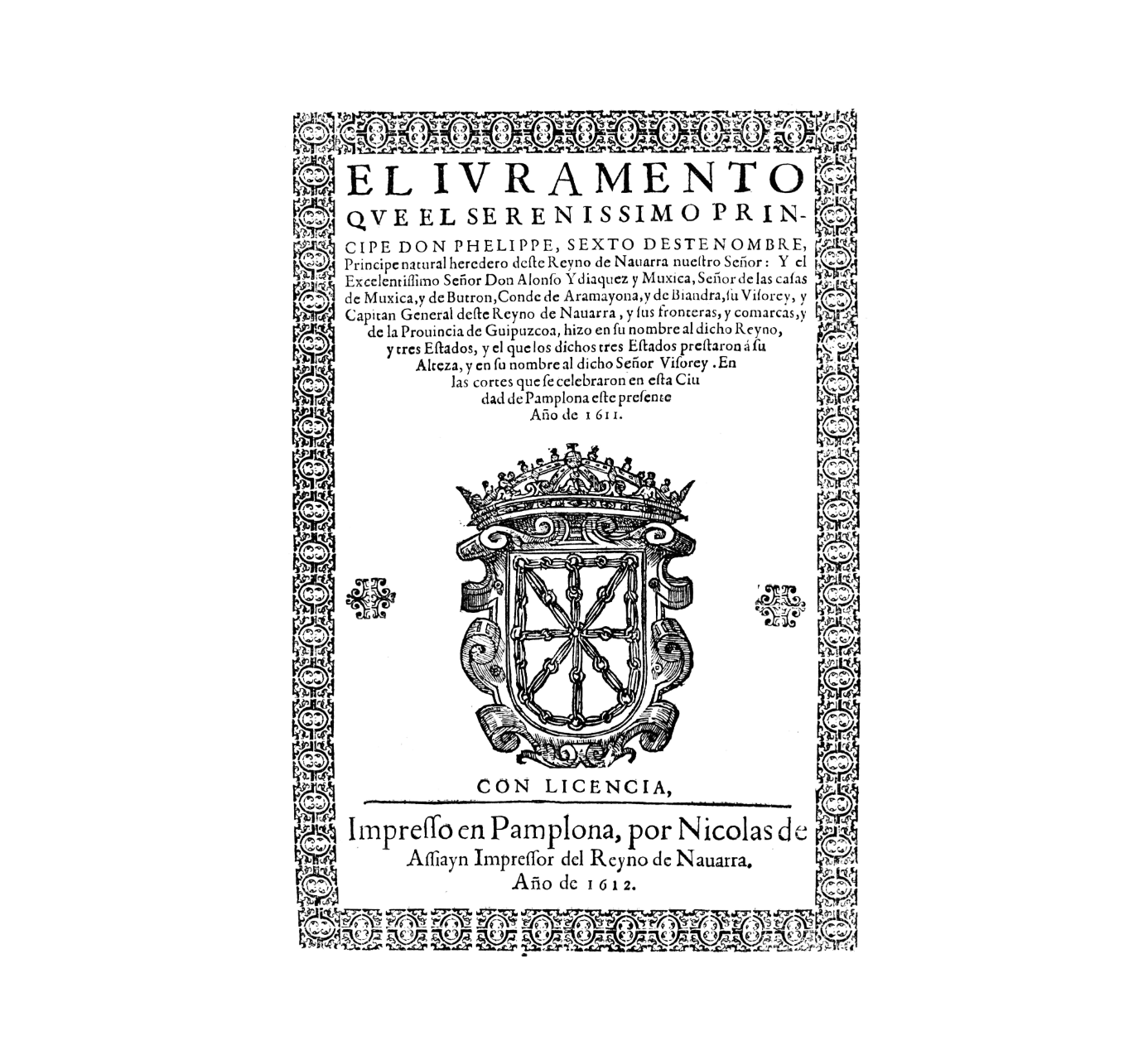
Juramento que en 1611 hizo el virrey de Navarra en nombre del príncipe Felipe
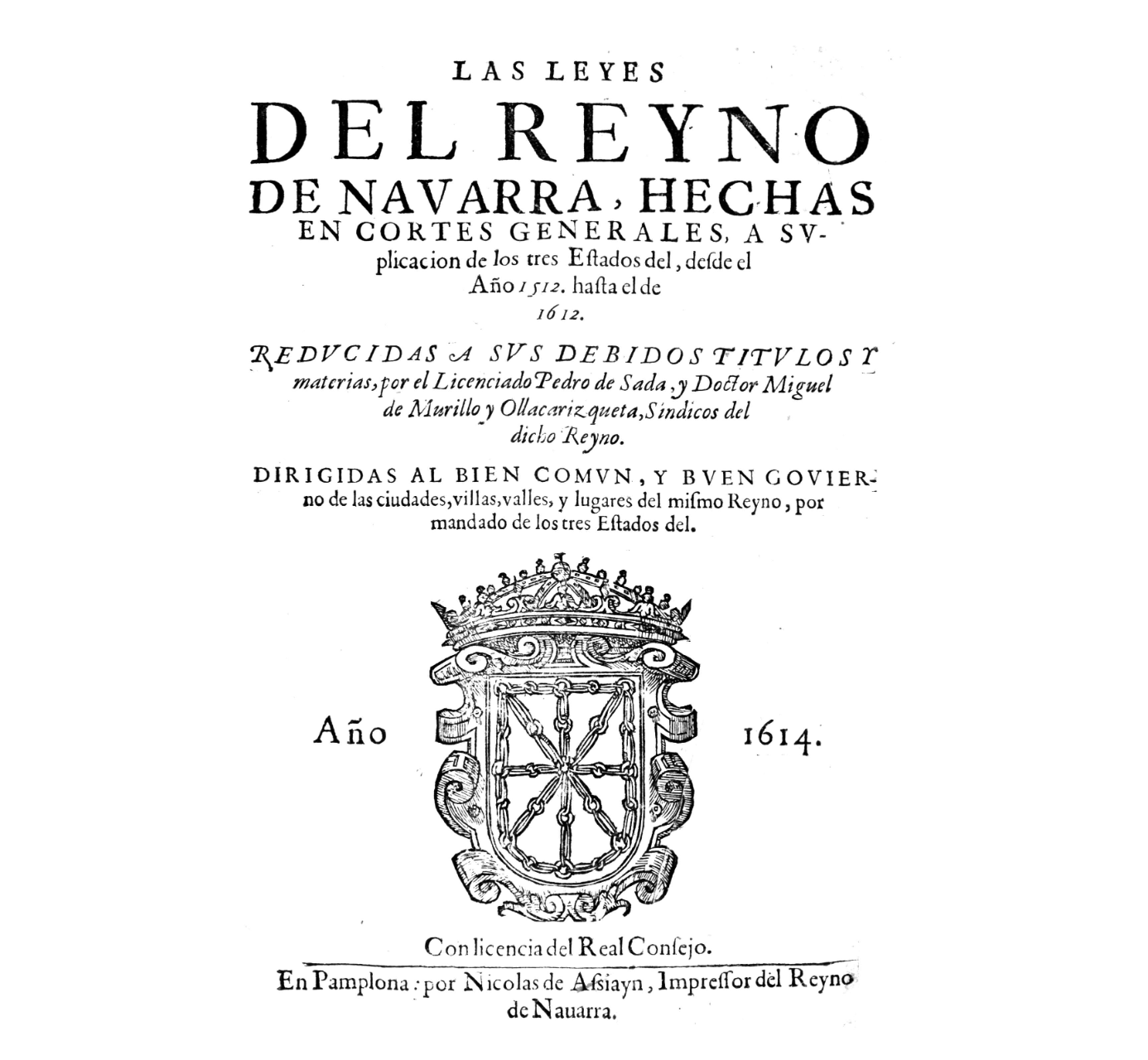
Recopilación de las leyes del Reino de Navarra aprobadas por sus Cortes (1614)
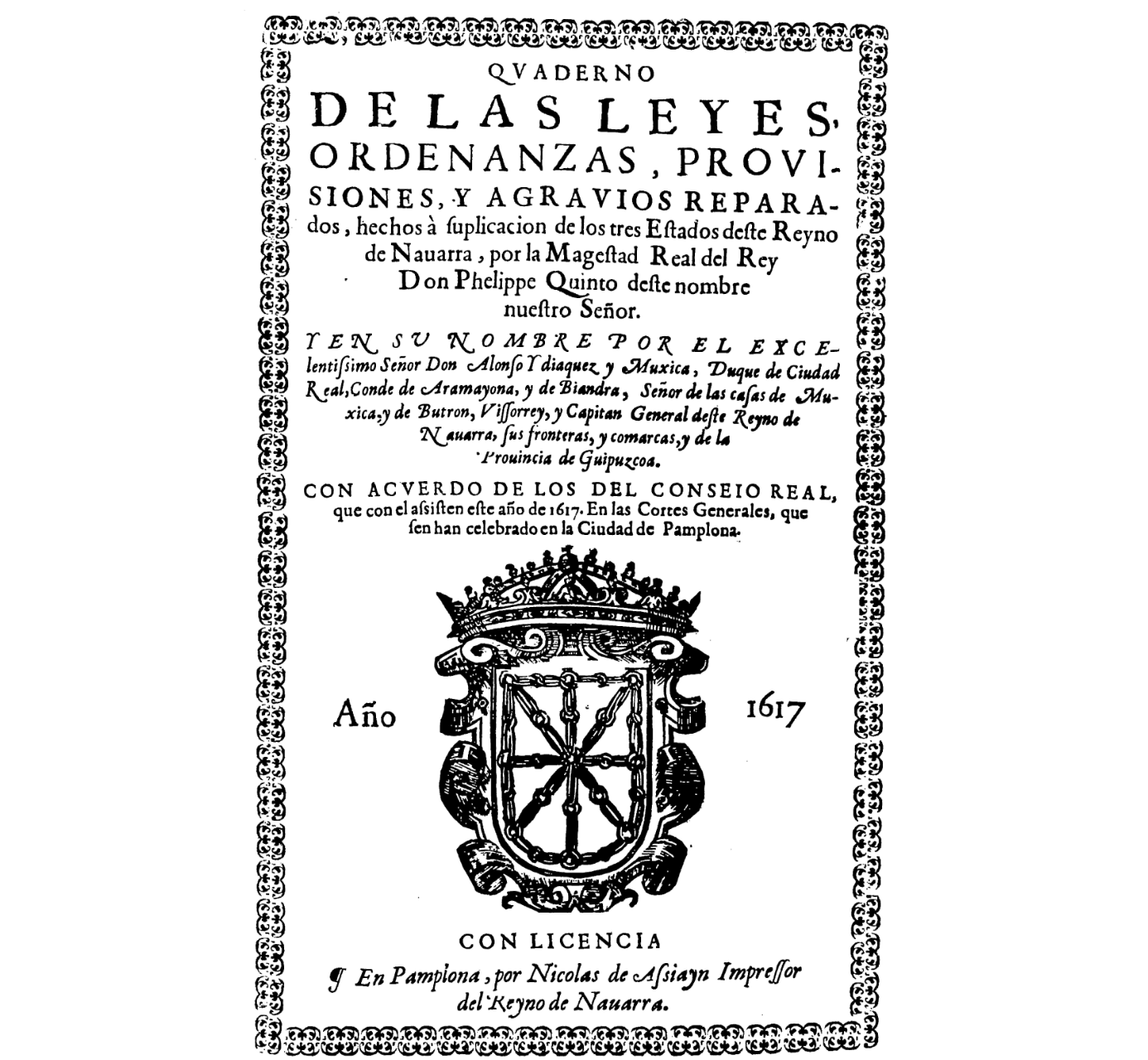
Leyes aprobadas por las Cortes del Reino de Navarra celebradas en 1617
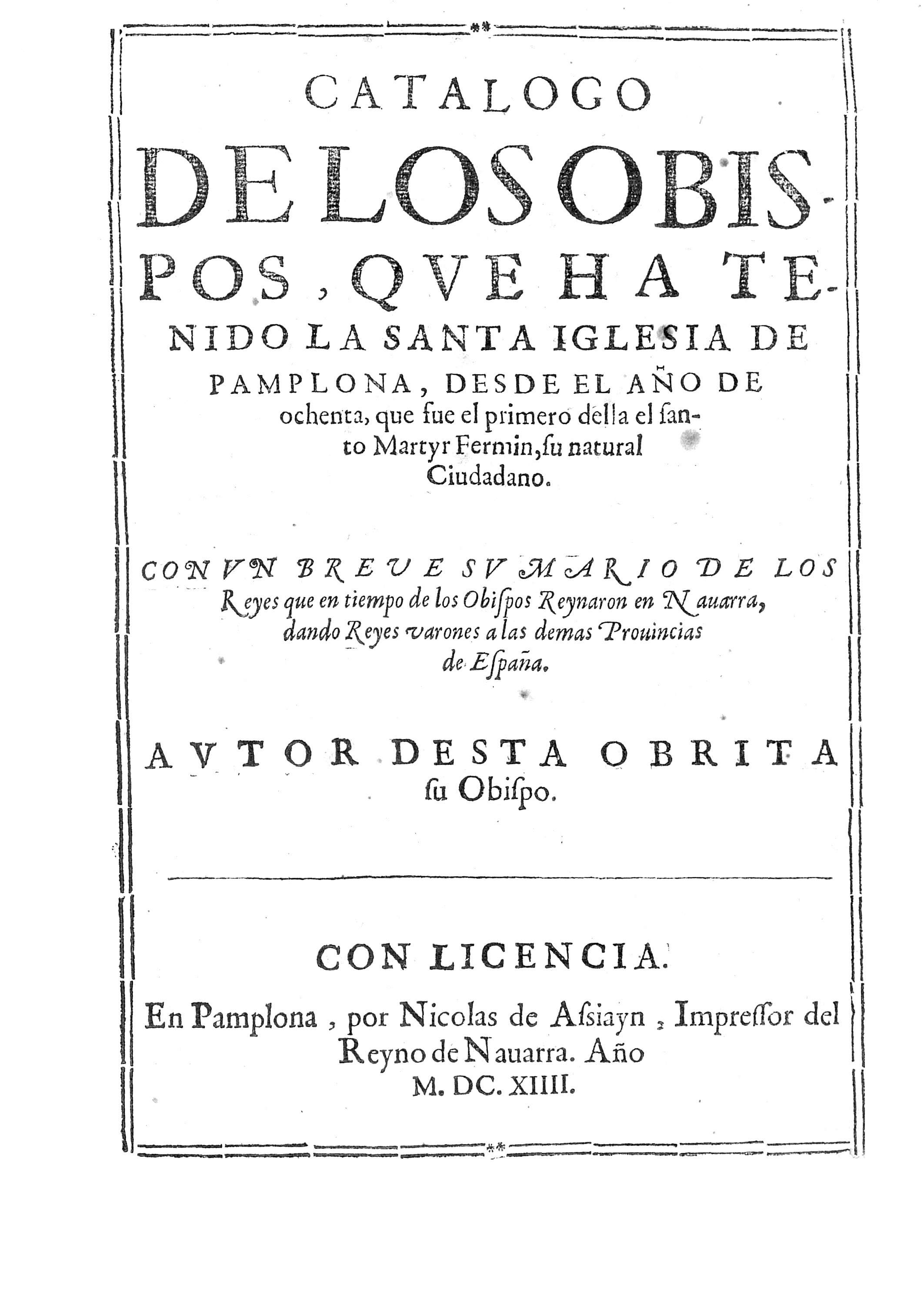
Catálogo de los obispos de Pamplona de Prudencio de Sandoval (1617)
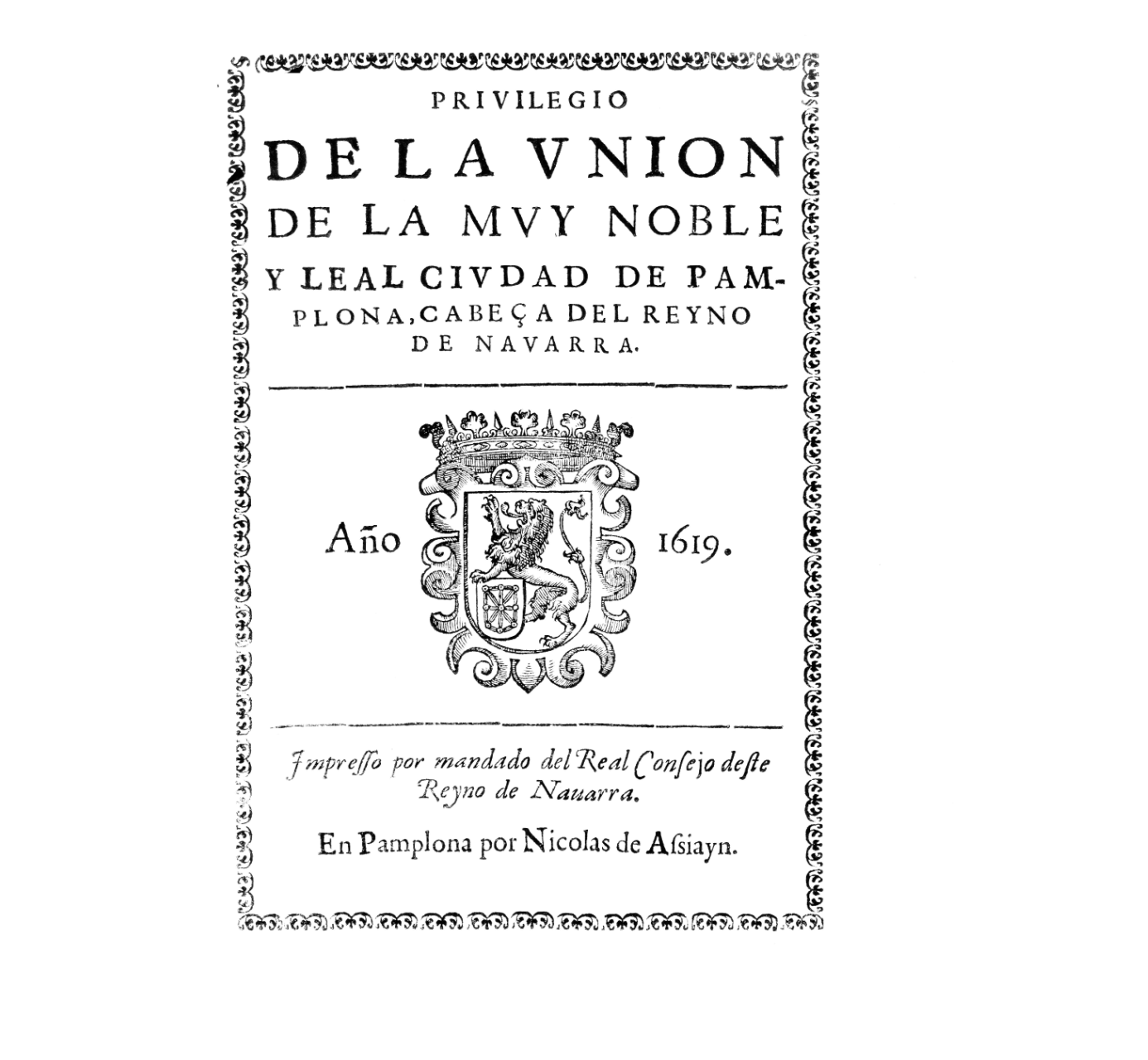
Privilegio de la Unión de Pamplona. Edición de 1619
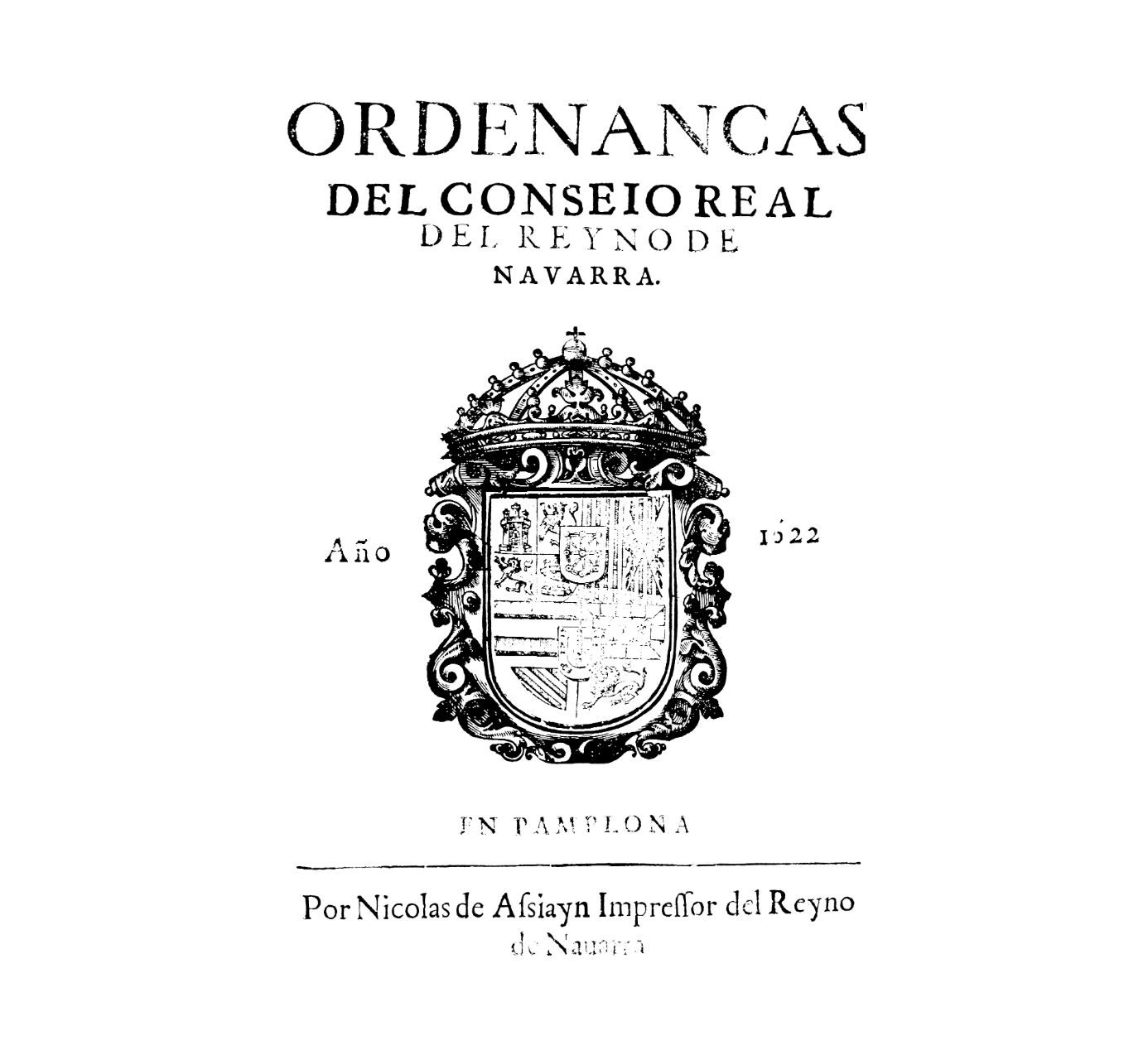
Ordenanzas del Consejo Real de Navarra (1622)